# New York State Route 10
New York State Route 10 is een noord-zuid state highway in de Amerikaanse staat New York. Ze loopt van de stad Deposit in de Delaware County naar de stad Arietta in de Hamilton County over een afstand van 250 km.
De weg begon in het verleden formeel parallel te lopen met de New York State Route 8, totdat deze laatste werd ingekort en vanaf het najaar 2017 eindigde aan de noordkant van de overlapping. Terwijl route 8 door de omgeving van de stad Utica voert, wijkt route 10 oostwaarts af, waar de steden Delhi, Cobleskill en Canajoharie achtereenvolgens worden bediend. Onderweg kruist de weg de Interstate 88 nabij Richmondville en Cobleskill, en vervolgens de U.S. Route 20 nabij Sharon Springs.